# Biocontenção

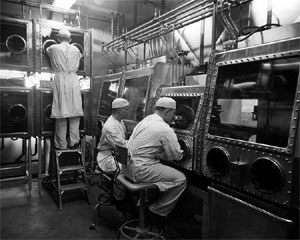
Pesquisadores que trabalham em gabinetes de Classe III nos Laboratórios de Guerra Biológica do Exército dos Estados Unidos, Fort Detrick, Maryland (década de 1940). Os procedimentos de biocontenção foram pioneiros no USBWL nas décadas de 1940 e 1950

Um uso do conceito de biocontenção está relacionado à biossegurança laboratorial e pertence aos laboratórios de microbiologia em que é necessária a contenção física de organismos ou agentes patogênicos (bactérias, vírus e toxinas), geralmente por isolamento em armários ou salas ambiental e biologicamente seguros, para prevenir a infecção acidental de trabalhadores ou liberação para a comunidade circundante durante a pesquisa científica.
Outro uso do termo refere-se a instalações para o estudo de patógenos agrícolas, onde é usado de forma semelhante ao termo "biossegurança", relacionado a práticas e procedimentos de segurança usados para prevenir infecções não intencionais de plantas ou animais ou a liberação de agentes patogênicos de alta consequência. agentes no ambiente (ar, solo ou água).

## Terminologia
A publicação de 2006 da Organização Mundial da Saúde, Biorisk management: Laboratory biosecurity guidance, define biossegurança laboratorial como “os princípios de contenção, tecnologias e práticas que são implementadas para prevenir a exposição não intencional a patógenos e toxinas, ou sua liberação acidental”. Define gestão de biorisco como "a análise de formas e desenvolvimento de estratégias para minimizar a probabilidade de ocorrência de biorisco".
O termo "biocontenção" está relacionado à biossegurança laboratorial. O dicionário online do Merriam-Webster relata o primeiro uso do termo em 1966, definido como "a contenção de organismos extremamente patogênicos (como vírus) geralmente por isolamento em instalações seguras para evitar sua liberação acidental, especialmente durante pesquisa".
O termo biossegurança laboratorial refere-se às medidas tomadas "para reduzir o risco de liberação acidental ou exposição a agentes de doenças infecciosas", enquanto biossegurança laboratorial é geralmente entendida como "um conjunto de sistemas e práticas empregados em instalações de biociência legítimas para reduzir o risco que agentes biológicos perigosos serão roubados e usados maliciosamente".